# 179877 Pavlovski
179877 Pavlovski è un asteroide della fascia principale. Scoperto nel 2002, presenta un'orbita caratterizzata da un semiasse maggiore pari a 2,5273957 au e da un'eccentricità di 0,1547582, inclinata di 5,70331° rispetto all'eclittica.